# Peter Renaday
Peter Renaday, né le 9 juin 1935 à La Nouvelle-Ibérie, en Louisiane, aux (États-Unis), et mort le 8 septembre 2024 à Burbank, en Californie, aux (États-Unis), est un acteur, scénariste et producteur américain.

## Biographie

### Jeunesse
Pierre Laurent Renoudet est né le 9 juin 1935 à La Nouvelle-Ibérie, en Louisiane, aux (États-Unis). Il a changé son nom en Peter Renaday de manière phonétique au milieu des années 1970.

### Carrière
Il commence sa carrière comme coursier aux studios Disney puis passe au service des accessoires qui assure aussi la distribution des scripts. En plus de ses activités chez Disney, il s'essaye au métier d'acteur comme dans la série Combat. L'un de ses premiers rôles pour Disney est un test pour un épisode de Walt Disney's Wonderful World of Color intitulé Willie and the Yank (janvier 1967).
Dans les années 1960 et 1970, Pete Renoudet joue de nombreux petits rôles dans les productions du studios, narre de nombreux documentaires et donne sa voix à des attractions des parcs Disney et joue dans La Cane aux œufs d'or (1971) l'un de ses plus grands rôles pour Disney. Durant cette période, il prête sa voix à Mickey Mouse, ce qui le classe parmi les principaux acteurs derrière Walt Disney, Jimmy McDonald et Wayne Allwine mais devant Stan Freberg. Il est présent sur de nombreuses cassettes et vidéos ou la série The Mouse Factory. Chez Disney, il participe aussi à de nombreuses pièces de théâtre jouées par des employés pour des œuvres de bienfaisance. Il a ainsi joué le rôle d'Angie Duke dans une version privée de la pièce de théâtre qui fut ensuite adaptée en film par le studio Disney sous le nom Le Plus Heureux des milliardaires (1967).
Il poursuit ses deux carrières d'employé chez Disney, devenu entre-temps coach vocal et d'acteur de front jusqu'en 1992 quand il quitte Disney. Avant son départ, il participe à plusieurs films dont des dessins animés et donne sa voix à des personnages d’attractions dont Country Bear Jamboree et le fantôme accueillant les visiteurs d'Haunted Mansion. Il interprète aussi Eddie Valiant pour les tests de Qui veut la peau de Roger Rabbit.

### Vie privée
Peter Renaday se marie en 1979 avec Florence « Flo » June Daniel, le couple restant uni jusqu'à la mort de cette dernière en 2011.

### Mort
Peter Renaday meurt le 8 septembre 2024 à l'âge de 89 ans à Burbank, en Californie, aux (États-Unis).

## Filmographie
Sauf indication contraire, les informations mentionnées dans cette section peuvent être confirmées par la base de données cinématographiques IMDb,  présente dans la section « Liens externes ».

### Films et séries télévisées
- 1966 : Lieutenant Robinson Crusoé (Lt. Robin Crusoe, U.S.N.) : Pilote
- 1968 : The One and Only, Genuine, Original Family Band : Dakota Townsman
- 1968 : Un amour de Coccinelle (The Love Bug) : Policier sur le pont
- 1969 : L'Ordinateur en folie (The Computer Wore Tennis Shoes) : Lieutenant Hannah
- 1970 : Dad, Can I Borrow the Car? (TV)
- 1971 : Un singulier directeur (The Barefoot Executive) : Policier
- 1971 : La Cane aux œufs d'or (The Million Dollar Duck) : M. Beckert
- 1972 : Michael O'Hara the Fourth (TV) : Stan
- 1974 : The Whiz Kid and the Mystery at Riverton (TV) : Reporter
- 1975 : L'Homme le plus fort du monde (The Strongest Man in the World) : Reporter
- 1975 : The Psychopath : Lieutenant Hayes
- 1978 : Le Chat qui vient de l'espace (The Cat from Outer Space) de Norman Tokar : Bailiff
- 1979 : Le Retour du gang des chaussons aux pommes (The Apple Dumpling Gang Rides Again) de Vincent McEveety : Geôlier au fort
- 1980 : Le Dernier Vol de l'arche de Noé (The Last Flight of Noah's Ark) : Irate Pilot
- 1981 : Max et le Diable (The Devil and Max Devlin) : Ingénieur studio
- 1981 : Les Feux de la passion (en) (Murder in Texas) (TV) : Responsable des funérailles
- 1981 : The Visitant : Narrateur
- 1982 : À cause d'une chaussure (One Shoe Makes It Murder) (TV)
- 1983 : Saturday Supercade (série télévisée) : Space Marshall Vaughn (segment 'Space Ace': 1984-1985)
- 1984 : Obliteration : Docteur
- 1984 : The River Rat : Docteur cajun
- 1986 : Dot and the Whale : Reporter no 1
- 1986 : Defenders of the Earth (série télévisée) : Mandrake le magicien
- 1987 : Tortues Ninja : Les Chevaliers d'écaille (feuilleton TV) : Splinter (Hamato Yoshi) / General Tragg / Exterminator (voix)
- 1989 : Terrifying Tales (vidéo) : (segment Final Destination: Unknown)
- 1989 : Cellar Doors : Frank
- 1996 : Hôpital central (General Hospital) (série télévisée) : John Jacks
- 1998 : The Odd Couple II : Justice  de la Paix
- 2004 : Vil Con Carne (Evil Con Carne) (série télévisée) : Président Abraham Lincoln
- 2005 : A Distant Thunder : Harold Shenson
- 2005 : Tugger: The Jeep 4x4 Who Wanted to Fly (vidéo) : Pa Pump
- 2005 : Black Dawn (vidéo) : Dr Richard Turpin

### Films d'animation
- 1970 : Les Aristochats (The AristoCats) : Laitier français et le cuisinier du Petit Café
- 1985 : Taram et le Chaudron magique (The Black Cauldron) de Ted Berman et Richard Rich : Henchman
- 1991 : Teenage Mutant Ninja Turtles: The Turtles Awesome Easter : Splinter (vidéo)
- 1992 : Bébé's Kids (en) : Announcer, le président Lincoln, l'Impericon et Tommy Toad
- 1993 : Batman, la vengeance du fantôme (Batman: Mask of the Phantasm) : [Qui ?]
- 1994 : Gargoyles: The Heroes Awaken : Commandant (vidéo)
- 1998 : Mulan : [Qui ?]
- 1998 : Le Roi lion 2 : L'Honneur de la tribu (The Lion King II: Simba's Pride) : [Qui ?] (vidéo)
- 1998 : Ringmaster : [Qui ?]
- 1999 : Scooby-Doo et le fantôme de la sorcière (Scooby-Doo and the Witch's Ghost)  : McKnight (vidéo)

#### Séries et téléfilms d'animation
- 1979 : Scooby-Doo et Scrappy-Doo (Scooby-Doo and Scrappy-Doo) : [Qui ?]
- 1984 : Kidd Video : Master Blaster
- 1984 : Transformers : [Qui ?]
- 1985 : The Bollo Caper (TV) : Felix the Furrier / Président / Singe no 2
- 1986 : Sectaurs : Pinsor / Battle Beetle
- 1990 : Super Baloo (TaleSpin) : [Qui ?]
- 1990 : Teenage Mutant Ninja Turtles: The Cufflink Caper (TV) : Master Splinter / Big Louie
- 1991 : Myster Mask (Darkwing Duck) : [Qui ?]
- 1998 : The Batman/Superman Movie (TV) : [Qui ?]

### Comme producteur
- 1989 : Cellar Doors